# Mauritiuskirche (Pleidelsheim)

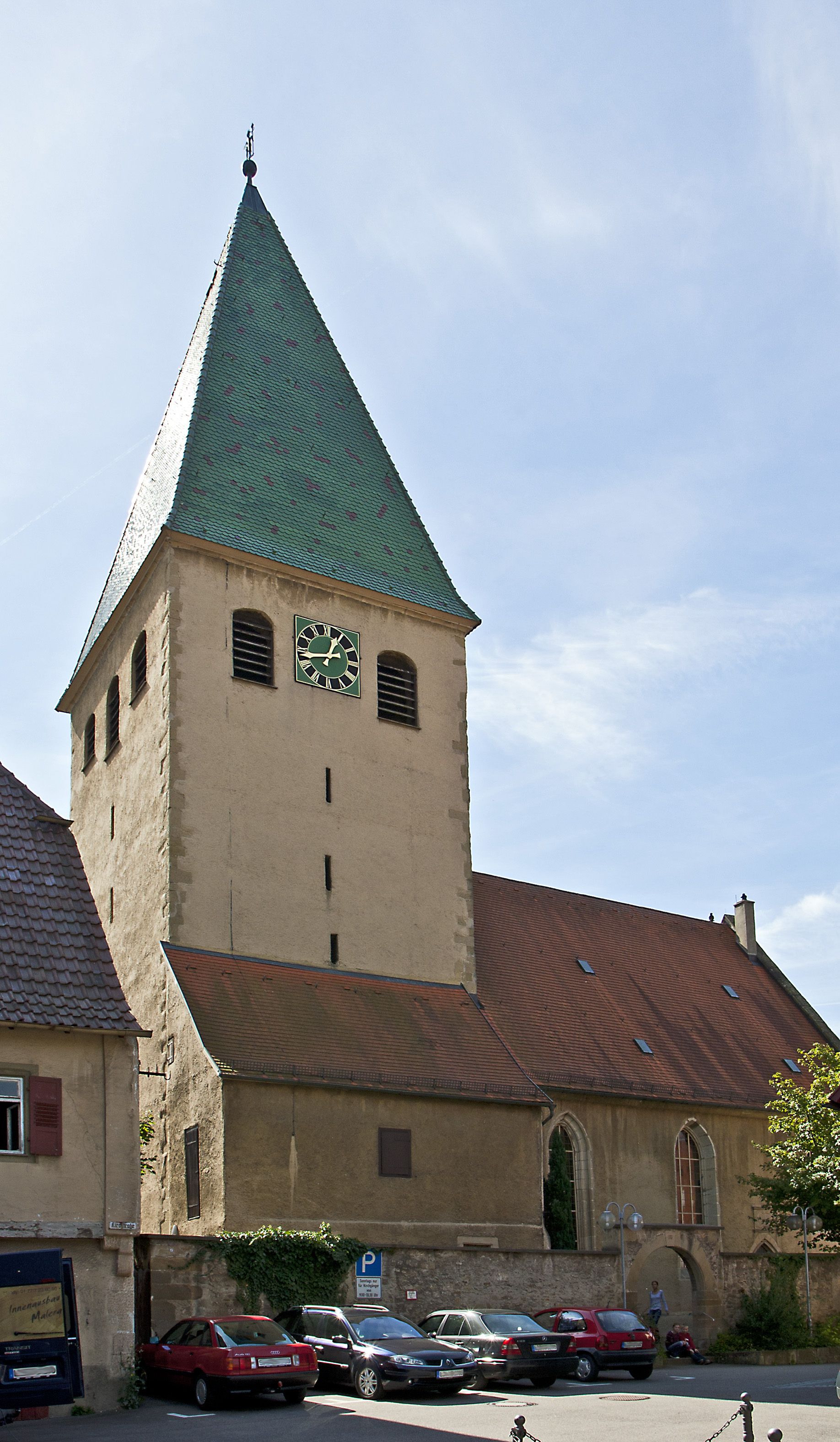
Mauritiuskirche in Pleidelsheim

Die evangelische Mauritiuskirche steht in Pleidelsheim, einer Gemeinde im Landkreis Ludwigsburg in Baden-Württemberg. Das Bauwerk ist beim Landesamt für Denkmalpflege Baden-Württemberg als Baudenkmal eingetragen. Die Kirchengemeinde gehört zum Kirchenbezirk Marbach der Evangelischen Landeskirche in Württemberg.

## Beschreibung
Das spätgotische Langhaus der Saalkirche, im Westen des mittelalterlichen Chorturms einer ehemaligen Wehrkirche romanischen Ursprungs, mit einer Sakristei  an der Nordseite, wurde 1586 nach einem Entwurf von Georg Beer erbaut. Das oberste Geschoss des Chorturms enthält die Turmuhr und den Glockenstuhl.
Der Innenraum des Langhauses ist mit einer Flachdecke überspannt, der des Chors, also das Erdgeschoss des Chorturms, mit einem Kreuzrippengewölbe. Die Orgel wurde 1740 von Johann Adam Schmahl gebaut.